# Міжкультурне лідерство
Міжкульту́рне лі́дерство (англ. Cross-cultural leadership) — це здатність ефективно вести за собою людей з різних культур. Цей термін виник у 1990-х роках у контексті досліджень глобального менеджменту та лідерства, зокрема в рамках проєкту GLOBE (Global Leadership and Organizational Behavior Effectiveness), який вивчав вплив культурних відмінностей на ефективність лідерства.
Воно ґрунтується на:
- Розумінні культурних відмінностей;
- Повазі до інших культур;
- Емпатії;
- Здатності до адаптації.

## Історія

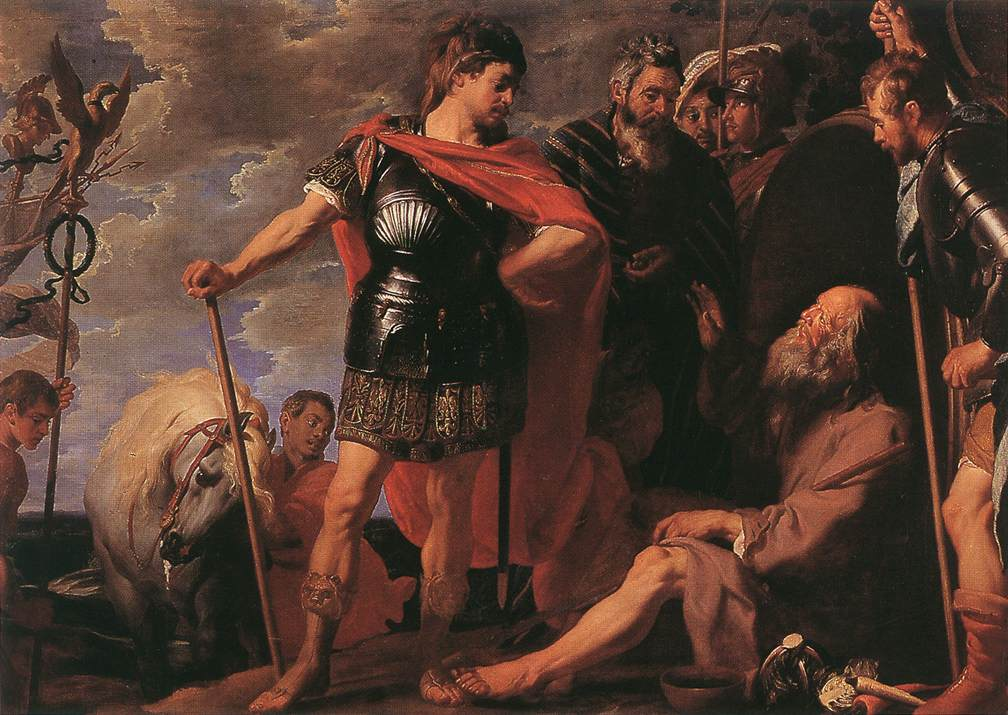
Зустріч Олександра Македонського з філософом Діогеном, автор картини Гаспар де Краєр

Поняття "міжкультурне лідерство" почало формуватись у другій половині XX століття на перетині теорій лідерства та культурології. Воно виникло як відповідь на зростаючу потребу керівників діяти в умовах міжнародного бізнесу, де ефективність управління залежала від здатності враховувати культурні відмінності.
Не зважаючи на те, що це відносно новий термін, його коріння сягає глибини історії. Ще в давнину лідери стикалися з необхідністю взаємодіяти з людьми з інших культур, етнічних груп, релігій.
Одним із перших прикладів міжкультурного лідерства можна вважати діяльність Олександра Македонського, який протягом своїх завойовницьких походів об'єднував людей з різних культур і релігій.
Важливий внесок у розвиток теорії та практики міжкультурного лідерства зробили такі історичні особистості, як Нельсон Мандела, Махатма Ганді, Мартін Лютер Кінг.

## Етимологія
Термін «міжкультурне лідерство» походить від англійського «cross-cultural leadership». Він складається з трьох слів:
- Cross — «перехресний», «міжкультурний»
- Culture — «культура»
- Leadership — «лідерство»

Таким чином, сам вираз підкреслює стиль керівництва, що здійснюється в умовах взаємодії представників різних культур.

## Автори
Існує багато авторів, які досліджують феномен міжкультурного лідерства. Серед них:
- Герт Хофстеде — голландський психолог, який розробив модель культурних відмінностей;
- Фред Луз — американський дослідник, який вивчає вплив культури на лідерство;
- Мінко де Мейєр — голландський дослідник, який досліджує етику міжкультурного лідерства.

## Сутність
Міжкультурне лідерство — це здатність ефективно вести за собою людей з різних культур. Воно ґрунтується на розумінні культурних відмінностей, повазі до інших культур, емпатії та здатності до адаптації.
Міжкультурні лідери володіють такими ключовими компетенціями:
- Культурна сенситивність — розуміння культурних відмінностей і їх впливу на поведінку людей;
- Емпатія — здатність співпереживати людям з інших культур;
- Комунікація — здатність ефективно спілкуватися з людьми з інших культур;
- Адаптація — здатність пристосовуватися до нових культурних середовищ;
- Гнучкість — здатність змінювати свою поведінку відповідно до культурних норм;
- Відкритість — готовність до прийняття нових культурних цінностей.

## Сучасне використання/розуміння
Міжкультурне лідерство стає все більш важливим у сучасному світі, який стає все більш глобалізованим.
Міжкультурні лідери потрібні в таких сферах, як:
- Бізнес — для ведення справ на міжнародних ринках, управління багатокультурними командами та адаптації стратегії компанії до різних культурних контекстів;
- Освіта — для роботи з учнями з різних культур, створення інклюзивного середовища та забезпечення рівних можливостей для всіх;
- Неурядові організації — для реалізації проектів у різних країнах, взаємодії з місцевими громадами та врахування культурних аспектів у розробці та впровадженні ініціатив;
- Урядові організації — для ведення дипломатичних переговорів, розвитку міжурядових відносин та сприяння міжнародному співробітництву;
- Міжнародні корпорації — для управління глобальними проектами, забезпечення ефективної комунікації та адаптації бізнес-стратегій до різноманітних культурних стандартів.

## Вплив культурних цінностей на управління
Відмінності у виконанні управлінських функцій (планування, організація, командування, координація, контроль) між країнами виникають через різні ціннісні орієнтації.

#### Фокус на часі
Різні культури мають різне сприйняття часу відповідно до свого середовища, історії, традицій та загальних практик.
- Монохромний: планування — орієнтоване на завдання; організація — структурована, лінійна та орієнтована на завдання; командування — акцент на створення, дотримання планів, та розподіл детальної інформації; координація — орієнтована на коротший термін, відповідає нагальним потребам та вимогам; контроль — використання систем управління, які залежать від детальної інформації та передбачають суворі терміни.[1]
- Поліхронічний: планування — орієнтується на людей; організація — менш структурована, більш цілісна за своїм характером і орієнтована на людей; командування — гнучке, реагує на мінливі обставини, надає пріоритет людям над планами, покладається на обмін знаннями та інформацією; координація — орієнтована на більш довгострокову перспективу, з турботою про побудову відносин із часом; контроль — використовує більш гнучкі системи контролю за участю людей на додаток до інформації.[1]

#### Орієнтація на час
- Минула орієнтація: планування — робить акцент на продовженні традицій; організаційні рішення приймаються в контексті звичаїв суспільства, минулі цілі та прецеденти керують процесом організації; командування — розробляється бачення та заяви про місію з акцентом на цінності та репутацію компанії; координація — передбачає повільну адаптацію критеріїв, за якими керівництво відбирає та навчає співробітників; контроль розробляє цілі ефективності відповідно до звичних цілей.
- Орієнтація на майбутнє: планування робить акцент на довгострокових планах та довгострокових результатах; організація — робота та ресурси розділені та координуються для досягнення довгострокових цілей та прогнозів на майбутнє; командування — розробка заяв про бачення та місію з акцентом на досягнення довгострокових вигод; координація передбачає відбір та навчання співробітників для досягнення довгострокових бізнес-цілей; контроль розробляє цілі ефективності в контексті довгострокових цілей.[2]

#### Потужність
- Ієрархія: планування — автократичне; організаційна структура жорстко контролюється, повноваження та відповідальність централізовані; командування — співробітники знаходяться під пильним наглядом і відчувають себе комфортно з директивним керівником; координація — підлеглі очікують, що боси проявлять ініціативу для їх навчання, розвитку та просування; контроль — віддають перевагу над безособовими системами контролю.
- Рівність: планування — планування участі; організаційна структура заохочує індивідуальну автономію, влада децентралізована до найнижчого можливого рівня; командування — стиль спільного або консультативного управління, співробітники не бояться не погоджуватися зі своїми менеджерами; координація — робочі відносини не суворо прописуються з точки зору поведінки та ролей; контроль — підлеглі працюють з босами для розробки, впровадження, моніторингу та зміни цілей ефективності.[3]

#### Конкурентоспроможність
- Конкурентоспроможність: планування — акцент на швидкості та виконанні завдань; Індивідуальні досягнення організаційної структури заохочуються в організації роботи, менеджери мають більше лідерської ролі; командування — роль лідера полягає у відстеженні та винагороді досягнень, підвищеному стресі в робочому процесі; координація — працівники відбираються за їх здатністю працювати незалежно; контроль — системи, засновані на продуктивності.
- Кооператив: планування — акцент на підтримці відносин при реалізації плану; організаційна структура групової інтеграції, позитивне робоче середовище, зручні графіки, менеджери мають полегшуючу роль; командування (роль лідера) — це сприяння взаємовигідним відносинам; координація — співробітники відбираються за їх здатністю добре працювати в групі; контроль — виконання завдань та ефективність команди.[4]

#### Діяльність
- Виконання культур: планування — розробка вимірюваних, часових кроків дій; організація містить у собі орієнтованість на дії документації для управління проектами з чітко прописаними завданнями; командування — менеджери ефективні, якщо вони мають необхідний досвід і компетенцію; координація — співробітники обираються за їх здатністю виконувати організаційні завдання; контроль — оцінює ефективність завдань, і те, як це було зроблено.[5]

#### Простір
- Приватний: планування — використання індивідуалістичних або систематичних форм планування; організаційні підходи зосереджені на завданнях; командування — менеджери та співробітники не мають спільного офісу; координація — явна інформація про те, як повинен бути працевлаштований персонал; контроль — менеджери використовують явні показники ефективності.[6]
- Громадський: планування — використання групово-орієнтованих або авторитетних форм планування; організаційні підходи зосереджені на відносинах; командування — розташування та розмір офісу, де працює працівник, не відображає ранг цієї людини в компанії; координація — неявна інформація про те, як слід працевлаштувати персонал; контроль — менеджери використовують явні показники ефективності.

#### Зв'язок
- Низький контекст: планування — явне, детальне, кількісне та інформаційне; організація — присутні принципи відповідальності за завдання; командування — менеджери виконують роботу через інших, окреслюючи конкретні цілі та способи їх досягнення, явне спілкування та знеособлений конфлікт; координація — детальні трудові договори та явна оцінка ефективності; контроль — керуються завдання відповідно до процедур моніторингу та контролю, що використовуються для забезпечення цілей ефективності.
- Високий контекст: планування — неявне, менш детальне з точки зору інструкцій; організація — посадові інструкції та обов'язки неявні та зрозумілі відповідно до контексту; командування — менеджери виконують роботу через інших, приділяючи увагу відносинам та груповим процесам, конфлікти повинні бути вирішені, перш ніж робота може прогресувати; координація — критерії, методи набору, відбору, процесу оцінки та звільнення не є явними; контроль — керований процесом.[7]

#### Структура
- Індивідуалізм: планування — ті, хто бере участь у плануванні, у прояві ініціативі, щоб представити свої погляди; організаційна структура підкреслює людину в завданнях та розподілі ресурсів; командування — лідери очікують, що працівники виконуватимуть або перевищать свої обов'язки та захищатимуть власні інтереси; координація — не очікується, що організації будуть піклуватися про кар'єрний розвиток своїх співробітників; контроль, як правило, здійснюється індивідуальними стандартами досконалості, страх втратити самоповагу перешкоджає відхиленню від стандартів. У своєму дослідженні Діксон, Ден Хартог та Мітчелсон (2003) заглиблюються в нюанси того, як індивідуалізм формує динаміку лідерства в різних культурах. Вони припускають, що культурний фон значно впливає на те, як лідери розвивають свої індивідуалістичні якості, що, у свою чергу, впливає на їх прийняття рішень та стилі лідерства.[8]
- Колективізм: планування — плани розробляються в рамках спільних цінностей, що використовуються для вимірювання та виправдання діяльності в організації; організаційна структура підкреслює групу, команді призначаються завдання та ресурси; командування — лідери очікують лояльності в обмін на захист, групові або зверху вниз рішення є нормою; координація — просування базується в першу чергу на стажі, менеджери оцінюються відповідно до того, наскільки добре вони відповідають організаційним або груповим нормам; контроль відхилення від стандартів і очікувань не рекомендується через групово-орієнтований тиск.[9]